# Consejo Latinoamericano de Registros Civiles, Identificación y Estadísticas Vitales
El Consejo Latinoamericano y del Caribe de Registro Civil, Identidad y Estadísticas Vitales (CLARCIEV) se crea en el año 2005 como un organismo que agrupa a instituciones de registro civil de cada uno de los países de América Latina y El Caribe, con el objetivo de brindar un espacio para el intercambio de experiencias en registro e identificación de personas, y promover el apoyo entre las instituciones registrales para su fortalecimiento.

## Objetivos
La actividad que realiza el CLARCIEV está orientada a la consecución, entre otros, de los siguientes objetivos:
- Promover la importancia del derecho a la identidad en la región, creando conciencia tanto entre los Estados como en la población sobre la necesidad de contar con instituciones de registro civil sólidas

- La promoción de mecanismos de cooperación entre los organismos e instituciones de los países tendientes a la inscripción, registro e identificación plena de todos sus ciudadanos y a la modernización de los sistemas de identificación y de registro civil.

- La promoción del intercambio de recursos humanos, de información, tecnológicos, estadísticos y documentales en materia de registro civil.

- La promoción los respectivos gobiernos de políticas nacionales que fomenten y faciliten el acceso de todos los ciudadanos a los registros civiles.

- El fomento y el auspicio de acuerdos que permitan el apoyo de Organizaciones Internacionales a proyectos dirigidos al pleno reconocimiento de la identidad y los derechos de las personas.

- Impulsar la creación de un Centro de Formación de personal especializado en registros, identidad y uso de tecnologías.

## Países Miembros
El CLARCIEV cuenta con 21 países de América Latina y el Caribe.
 Argentina
 Bolivia
 Brasil
 Chile
 Colombia
 Costa Rica
 Cuba
 Ecuador
 El Salvador
 Guatemala
 Haití
 Honduras
 Jamaica
 México
 Nicaragua
 Panamá
 Paraguay
 Perú
 República Dominicana
 Uruguay
 Venezuela

## Funcionamiento
Anualmente, el CLARCIEV se reúne en un país anfitrión, donde asisten representantes de los registros civiles de los países miembros, organizaciones internacionales y expertos en las materia para debatir diversos temas, exponer sus avances y alcanzar consensos. Mediante exposiciones y mesas de trabajo se genera un intercambio de información y conocimiento, actualizando a las instituciones sobre los avances en materia registral en la región y trazando compromisos para continuar su fortalecimiento. Cada reunión anual define su agenda sobre la base de un tema elegido por los miembros a través de sus representantes en el Comité Directivo. Tras cada encuentro se produce una declaración que expresa los compromisos de las instituciones para seguir promoviendo su fortalecimiento. Por otro lado, el CLARCIEV cuenta con una plataforma web como un medio para la comunicación entre registros, promoviendo el intercambio de experiencias continuamente así como facilitando la transferencia de conocimiento.
I Encuentro. Santiago de Chile, Chile. Octubre 2005

II Encuentro. Santo Domingo, República Dominicana. Febrero 2006

III Encuentro. Buenos Aires, Argentina. Agosto 2006

IV Encuentro (enlace roto disponible en Internet Archive; véase el historial, la primera versión y la última).. Ciudad de México, México. Agosto 2007

V Encuentro. Lima, Perú. Julio 2008

VI Encuentro. Bogotá, Colombia. Noviembre 2009

VII Encuentro (enlace roto disponible en Internet Archive; véase el historial, la primera versión y la última).. Cancún, México. Octubre 2010

VIII Encuentro. Antigua, Guatemala. Octubre 2011

Cada dos años, en la reunión anual del CLARCIEV, se elige un Comité Directivo que representa a todos los miembros de la institución y toma las decisiones necesarias para su funcionamiento. Este cuenta con una Presidencia y cuatro Vicepresidencias, que son integradas por los Directores de registro civil de la región.
El Comité Ejecutivo del CLARCIEV para el período 2010-2012 lo componen los directores de las instituciones registrales de México, que ejercerá la presidencia para ese período, Chile, Panamá, Colombia y Ecuador.
El CLARCIEV también cuenta con una Secretaría Ejecutiva, que desde el 2009 es ejercida por el Programa para la Identidad Civil de la OEA (PUICA) y una Secretaría Técnica que está a cargo de la Dirección de Coordinación Interinstitucional de la Dirección General del Registro Nacional de Población e Identificación Personal de México.